# Hippolyte Dreyfus-Barney

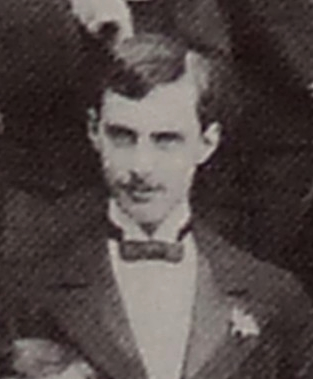
Hippolyte Dreyfus-Barney

Hippolyte Dreyfus-Barney (* 12. April 1873 in Paris; † 20. Dezember 1928 ebenda) war der erste französische Bahai und wurde von Shoghi Effendi zu einem der 19 Jünger Abdu’l Bahas ernannt.

## Leben
Hippolyte Dreyfus promovierte im Februar 1898 in Jura und wurde 1901 der erste französische Bahai. Um 1903 gab er seine juristische Karriere auf, um sich den orientalischen Studien zu widmen. Er immatrikulierte sich an der École pratique des hautes études in Paris und studierte dort die Arabische und die Persische Sprache um die Bahai-Schriften ins Französische zu übersetzen. Er war der einzige westliche Bahai seiner Generation, der solch eine formale Ausbildung erhielt. Er war der Autor von zahlreichen Büchern, Artikeln und Übersetzungen des Bahai-Glaubens. Nach seiner Heirat (1911) mit der amerikanischen Bahai Laura Clifford Barney nahm er den Namen Dreyfus-Barney an. Er reiste auch in zahlreiche Staaten und repräsentierte die Bahai in juristischen Konflikten. Er starb am 20. Dezember 1928 und wurde auf dem cimetière de Montmartre begraben.

### Übersetzungen und Schriften
Dreyfus-Barney übersetzte aus dem Arabischen oder Persischen die folgenden Werke Baha’u’llahs ins Französische: Buch der Gewissheit, Sieben Täler, Verborgene Worte, Brief an den Sohn des Wolfes, Sure vom Tempel (Anspruch und Verkündigung); Ishráqat (Die Pracht), Lawh-i-Aqdas (Heiligste Tafel), Lawh-i-Hikmat (Tafel der Weisheit), Tajalliyát (Der Strahlenglanz), Tarázát (Der Schmuck), Worte des Paradieses (Botschaften aus Akka). Die Übersetzungen wurden entweder einzeln oder/und in den Sammelwerken „Les Préceptes du Béhaïsme“ bzw. „L’oeuvre de Baha’u’llah“ veröffentlicht. Dreyfus-Barney übersetzte auch den Kitab-i-Aqdas und das Testament Abdu’l Bahas, die jedoch nicht veröffentlicht wurden. Außerdem veröffentlichte Dreyfus-Barney ein Einführungswerk in den Bahai-Glauben mit dem Titel „Essai sur le Béhaïsme“ und verschiedene Artikel und Vorträge bzw. Konferenzberichte. Sein Vortrag an der Hochschule mit dem Titel „Le babisme et le béhaïsme“ wurde auch auf Deutsch veröffentlicht. Dreyfus-Barney übersetzte zusammen mit Laura Clifford Barney die persischen Mitschriften von Abdu’l Bahas Antworten auf ihre philosophischen und theologischen Fragen. Die Übersetzung wurde unter dem Titel „Les Leçons de Saint-Jean-d'Acre“ (Beantwortete Fragen) veröffentlicht. Später begleitete und dolmetschte Dreyfus-Barney Abdu’l Baha auf seinen Reisen durch Europa.

### Verteidigung und Reisen
Dreyfus-Barney nahm im September 1902 zusammen mit der amerikanische Bahai Lua Getsinger an einer Audienz bei Mozaffar ad-Din Schah in Paris teil, bei der dem Regenten persönlich eine Petition zum Schutz der Glaubensbrüder in Persien überreicht wurde. In den zwanziger Jahren fiel Baha’u’llahs Haus in Bagdad, das im Kitab-i-Aqdas als Wallfahrtsort ersehen wurde, in die Hände von fanatischen Gegnern des Bahai-Glaubens. Dreyfus-Barney setzte sich für dieses Problem ein und erreichte, dass der Völkerbundsrat die Besetzung des Hauses verurteilte. In Tunesien verteidigte er den Glauben gegenüber der französischen Verwaltung. Dreyfus-Barney intervenierte um 1925 bei ägyptischen Staatsbeamten, da ein religiöser Berufungsgerichtshof drei Ehen für ungültig erklärte, weil die Ehepartner Bahai waren. Dreyfus-Barney besuchte die meisten europäischen Länder, die Vereinigten Staaten, Kanada, Kuba, Mexiko, Algerien, Tunesien, Birma, China, Indien, Japan, Persien und mehrmals das Heilige Land.

## Werke
- Baha’u’llah, Kitab-i-Iqan (Le Livre de la Certitude (Kitab el-Ikan), un des Livres Sacres du Behaisme), Ernest Leroux, Paris 1904
- Hippolyte Dreyfus, Le Bábísme et le Béhaïsme in dem Buch Religions et Sociétés, 1905
- Baha’u’llah, Les Paroles cachées en Persan, Ernest Leroux, Paris 1905
- Hippolyte Dreyfus, Babismus und Bahaismus: Vorträge gehalten an der Hochschule für Sozialwissenschaften in Paris, Neuer Frankfurter Verl., Frankfurt a. M. 1907
- Baha’u’llah, Les Préceptes du Béhaïsme, Ernest Leroux, Paris 1906
- Abdu’l Baha, Les Leçons de Saint-Jean-d'Acre, E. Leroux, Paris 1908
- Hippolyte Dreyfus, Le Béhaïsme, Vortrag vom 23. Mai 1908 in Lyon
- Hippolyte Dreyfus, Essai sur le Béhaïsme, Ernest Leroux, Paris 1909, 4. Auflage 1973
- Baha’u’llah, L’Épître au Fils du Loup, Honoré Champion, Paris 1913
- Hippolyte Dreyfus, Le mouvement bahá'í, Konferenzbericht vom 6. Internationalen Kongress Progrès religieux, 1913
- Hippolyte Dreyfus, Einheits-Religion: ihre Wirkung auf Staat, Erziehung, Sozialpolitik, Frauenrechte und auf die einzelne Persönlichkeiten, Bahai-Vereinigung, Stuttgart 1917
- Hippolyte Dreyfus, Le bahaisme in der Zeitschrift „Vers l'unité“, 1924.
- Baha’u’llah, L’oeuvre de Baha’u’llah, Ernest Leroux, Paris Bd. I 1923, Bd. II 1924, Bd. III 1928